# Малтская волость
Ма́лтская во́лость (латыш. Maltas pagasts) — одна из двадцати пяти территориальных единиц Резекненского края Латвии. Находится в южной части края. Граничит с Силмалской, Лузнавской, Маконькалнской, Пушской и Фейманской волостями своего края.
Крупнейшими населёнными пунктами волости являются сёла: Малта (волостной центр), Шмейли, Вишкери, Скутани, Загаевка, Лейманишки, Розентова, Гришчаты, Дзентишки, Мишкони, Соломенка.
В Малте находятся католическая, православная и старообрядческая церкви, сохранившееся до наших дней здание Малтской почтовой конной станции XIX века и краеведческий музей.
Малтскую волость пересекает автомобильная дорога А13 Гребнево — Резекне — Даугавпилс — Медуми, являющейся частью Европейского маршрута E262. Проходят региональные автодороги P56 Малта — Кауната и P57 Малта — Слобода.
По территории волости протекают реки Козупе, Малта, Айнасеньш, Мозгупе. Из крупных озёр — Черностес, Гришчату, Шпиелю.

## История
До 1936 года Малта называлась Боровая и была самым крупным из населённых пунктов Резекненского уезда. Сама Малтская волость до 1925 года именовалась Розентавской, по имени первых владельцев усадьбы, на землях которой и была в своё время создана волость. На быстрое развитие этого места повлияло открытие в 1861 году железнодорожной станции Антонополь на линии Санкт-Петербург — Варшава. Новое поселение возникло в непосредственной близости от железной дороги и перекрёстка старых торговых путей.
В 1935 году площадь волости составляла 193,8 км², при населении в 7393 жителя.
В 1945 году в Малтской волости Резекненского уезда были созданы Бичкский, Бондарский, Гаркалнский, Малтский, Презмаский, Шпельский и Зоснский сельские советы. После отмены в 1949 году волостного деления Малте дали права рабочего посёлка (посёлка городского типа) и до 1959 года там находился центр новообразованного Малтского района. В 1959 году Малтский район был расформирован и посёлок Малта был включён в состав Резекненского района.
В 1957 году к посёлку Малта был присоединён ликвидированный Бичкский сельсовет, который составил Малтскую сельскую территорию. В 1960 году к Малтской сельской территории были присоединены совхоз «Малта» Шпельского сельсовета и территория санатория «Разна». В 1965 году — территория колхоза «Путь к коммунизму» Рушеницкого сельсовета, в том же году территория зооветеринарного техникума «Малта» была переподчинена Шпельскому сельсовету. В 1977 году к Малтской сельской территории была присоединена часть земель Пушского сельсовета.
В 1991 году посёлок Малта утратил статус посёлка городского типа и вместе со своей сельской территорией был реорганизован в волость. В 2009 году, по окончании латвийской административно-территориальной реформы, Малтская волость вошла в состав Резекненского края.